# Opel Sintra
Opel Sintra — великий передньоприводний мінівен, що виготовлявся під німецькою маркою Opel для європейського ринку з 1996 по 1999 рік.

## Опис

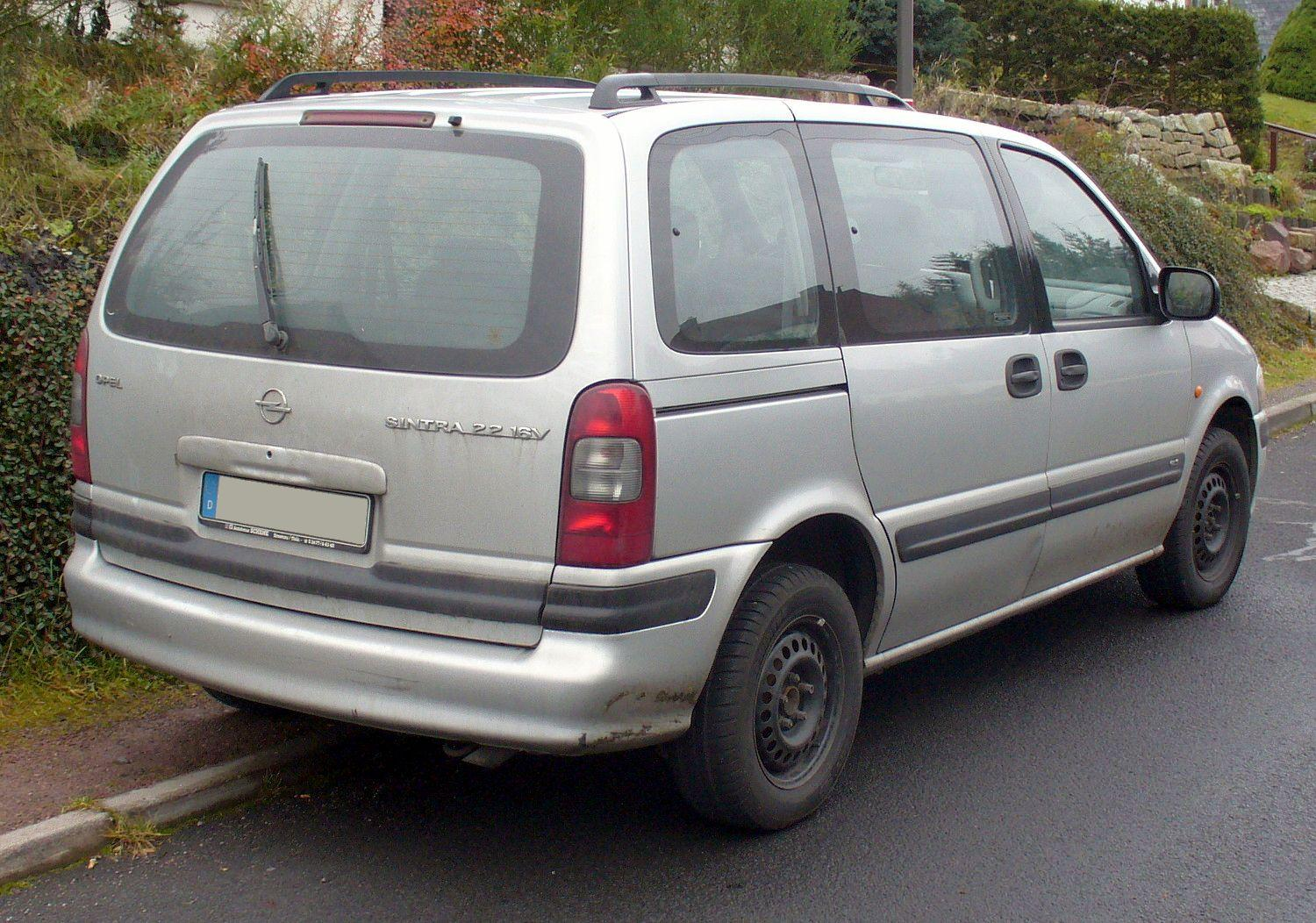
Opel Sintra 2.2 16V GLS

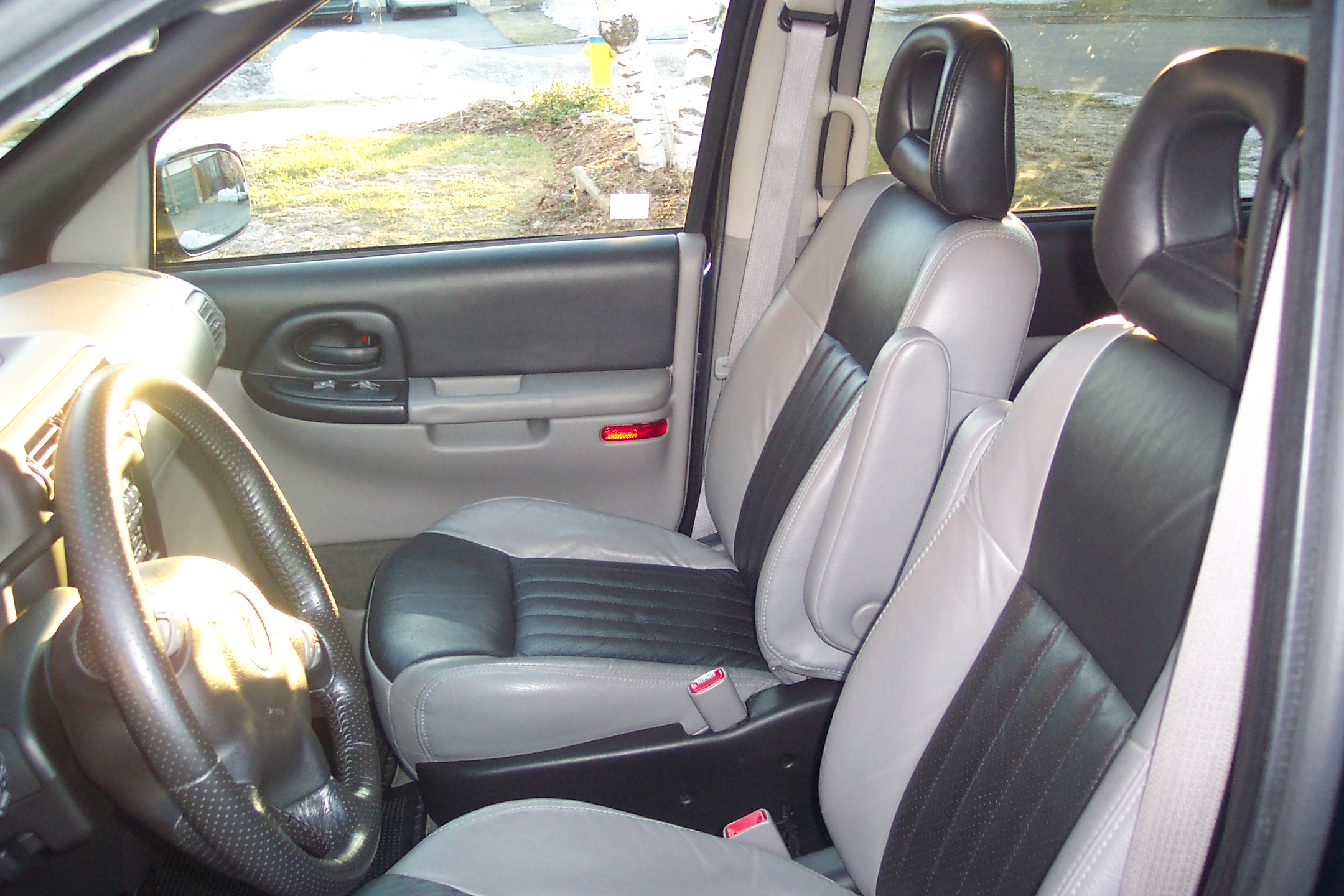

Opel Sintra був розроблений материнськоюю компанією General Motors для американського ринку і продавався там як Chevrolet Venture, Oldsmobile Silhouette, Pontiac Trans Sport (з 2000 Pontiac Montana), Buick GL8, а у Великій Британії як Vauxhall Sintra.
Сінтра відноситься до другого покоління одним з другого покоління U-body мінівенів (відомий внутрішньо як GMX110s). Пропонувався в 7 і 8-ми місному виконанні. Автомобіль хоча й мав дизельну версію не користувався великою популярністю в Європі, оскільки був розроблений для американського ринку і не відповідав смакам європейців та не міг скласти конкуренцію моделям Ford Galaxy, Volkswagen Sharan, Renault Espace та Eurovan (PSA/Fiat), та незабаром був замінений на компактніший Opel Zafira.

## Двигуни
Бензинові
- 2,2 л X22XE Р4 142 к.с.
- 3,0 л X30XE V6 201 к.с.

Дизельний
- 2,2 л DTI Р4 115 к.с.